# Cascade Blanche
Die Cascade Blanche („Weißer Wasserfall“) ist ein Wasserfall auf der französischen Insel La Reunion, im Indischen Ozean.

## Beschreibung
Der Wasserfall gehört zum Gemeindegebiet von Bras-Panon ist jedoch am besten von der Kleinstadt Salazie aus zu betrachten. Der Wasserfall entsteht aus dem Fluss Ravine Blanche („Weiße Schlucht“).
Mit einer Gesamthöhe von 640 Metern, aufgeteilt auf 4 Stufen, ist er einer der höchsten Wasserfälle der Erde.